# Persone di nome Leonardo/Calciatori
| Questa pagina contiene informazioni ricavate automaticamente dalle voci biografiche con l'ausilio del template Bio e di un bot. L'aggiornamento è periodico e automatico e ricostruisce completamente la pagina. Se manca una persona in questa lista, sei pregato di non aggiungerla, ma accertati piuttosto che la sua voce biografica contenga il template Bio e che i dati anagrafici siano correttamente compilati. Se il template Bio manca, inseriscilo tu stesso o, in alternativa, metti l'avviso {{tmp\|Bio}} che ne segnala la mancanza. Se i dati riportati sono sbagliati, correggi direttamente la voce biografica; le modifiche saranno visibili in questa lista entro pochi giorni. Per chiarimenti vedi il progetto antroponimi. La lista contiene solo le 138 persone che sono citate nell'enciclopedia e per le quali è stato implementato correttamente il template Bio. Pagina aggiornata al 22 lug 2025. |

Questa è una lista di persone presenti nell'enciclopedia che hanno il nome Leonardo e sono calciatori.

## A(3)
- Leonardo Acevedo, calciatore colombiano (Medellín, n. 1996)
- Leonardo Araya, ex calciatore costaricano (n. 1982)
- Leonardo José Aparecido Moura, ex calciatore brasiliano (Guarulhos, n. 1986)

## B(11)
- Léo Linck, calciatore brasiliano (Marechal Cândido Rondon, n. 2001)
- Leonardo Balerdi, calciatore argentino (Villa Mercedes, n. 1999)
- Léo Baptistão, calciatore brasiliano (Santos, n. 1992)
- Leonardo Benedetti, calciatore italiano (La Spezia, n. 2000)
- Leonardo Bertone, calciatore svizzero (Wohlen bei Bern, n. 1994)
- Leonardo Biagini, ex calciatore argentino (Arroyo Seco, n. 1977)
- Leonardo Bittencourt, calciatore tedesco (Lipsia, n. 1993)
- Leonardo Blanchard, calciatore italiano (Grosseto, n. 1988)
- Leonardo Bonucci, ex calciatore italiano (Viterbo, n. 1987)
- Léo Borges, calciatore brasiliano (Pelotas, n. 2001)
- Leonardo Burián, calciatore uruguaiano (Melo, n. 1984)

## C(16)
- Leonardo Caetano Silva, calciatore e ex giocatore di calcio a 5 brasiliano (Petrópolis, n. 1998)
- Leonardo Campana, calciatore ecuadoriano (Guayaquil, n. 2000)
- Leonardo Candellone, calciatore italiano (Torino, n. 1997)
- Leonardo Capezzi, calciatore italiano (Figline Valdarno, n. 1995)
- Leonardo Cauteruchi, ex calciatore argentino (Mar del Plata, n. 1973)
- Léo Chú, calciatore brasiliano (Porto Alegre, n. 2000)
- Leonardo Cilaurren, calciatore spagnolo (Bilbao, n. 1912 - Madrid, † 1969)
- Léo Cittadini, calciatore brasiliano (Rio Claro, n. 1994)
- Leonardo Colella, calciatore brasiliano (San Paolo, n. 1930 - San Paolo, † 2010)
- Léo Cordeiro, calciatore brasiliano (Espinosa, n. 1995)
- Leonardo Corti, ex calciatore argentino (San Pedro, n. 1981)
- Léo Tilica, calciatore brasiliano (São Luís, n. 1995)
- Leonardo Costagliola, calciatore e allenatore di calcio italiano (Taranto, n. 1921 - Firenze, † 2008)
- Leonardo Cuéllar, ex calciatore e allenatore di calcio messicano (Città del Messico, n. 1952)
- Leonardo Cesar Jardim, calciatore brasiliano (Ribeirão Preto, n. 1995)
- Leonardo Lelo, calciatore portoghese (Olhão, n. 2000)

## D(17)
- Léo Andrade, calciatore brasiliano (Curitiba, n. 1998)
- Dedê, ex calciatore brasiliano (Belo Horizonte, n. 1978)
- Leandro Luis Desábato, calciatore argentino (Santa Fe, n. 1990)
- Leonardo Di Lorenzo, ex calciatore argentino (Buenos Aires, n. 1981)
- Leonardo Díaz, ex calciatore argentino (Santa Fe, n. 1972)
- Léo Itaperuna, calciatore brasiliano (Itaperuna, n. 1989)
- Léo Fortunato, ex calciatore brasiliano (Rio de Janeiro, n. 1983)
- Leonardo de Jesus Geraldo, ex calciatore brasiliano (São Luís, n. 1985)
- Leonardo Lopes, calciatore portoghese (Lisbona, n. 1998)
- Léo Matos, ex calciatore brasiliano (Niterói, n. 1986)
- Léo Moura, ex calciatore brasiliano (Niterói, n. 1978)
- Léo Sena, calciatore brasiliano (San Paolo, n. 1995)
- Leonardo da Silva Gomes, calciatore brasiliano (Fortaleza, n. 1997)
- Leonardo Silva, ex calciatore brasiliano (Rio de Janeiro, n. 1979)
- Leonardo Arthur de Melo, calciatore brasiliano (Osasco, n. 1995)
- Léo Ceará, calciatore brasiliano (Fortaleza, n. 1995)
- Léo Pereira, calciatore brasiliano (Bauru, n. 2000)

## F(9)
- Leonardo Farah Shahin, calciatore libanese (n. 2003)
- Leo Fernandes, calciatore brasiliano (San Paolo, n. 1991)
- Leonardo Alberto Fernández, ex calciatore argentino (Avellaneda, n. 1974)
- Leonardo Cecilio Fernández, calciatore uruguaiano (Montevideo, n. 1998)
- Leonardo Ferreira da Silva, calciatore brasiliano (Campinas, n. 1980)
- Leonardo Ferreira, calciatore brasiliano (Fortaleza, n. 1988)
- Leonardo Ferrel, calciatore boliviano (Punata, n. 1923 - † 2013)
- Leonardo Flores, calciatore venezuelano (El Nula, n. 1995)
- Leonardo Flores, calciatore argentino (n. 1997)

## G(7)
- Léo Aro, ex calciatore brasiliano (Jundiaí, n. 1983)
- Léo Gamalho, calciatore brasiliano (Porto Alegre, n. 1986)
- Leonardo Gatto, calciatore italiano (Trebisacce, n. 1992)
- Leonardo Gil, calciatore argentino (Río Gallegos, n. 1991)
- Leonardo Godoy, calciatore argentino (Concordia, n. 1995)
- Leonardo Gomes, calciatore brasiliano (Araguaína, n. 1996)
- Leonardo González, ex calciatore costaricano (San José, n. 1980)

## H(2)
- Léo Coelho, calciatore brasiliano (Rio de Janeiro, n. 1993)
- Leonardo Heredia, calciatore argentino (Buenos Aires, n. 1996)

## J(1)
- Leonardo Jara, calciatore argentino (Corrientes, n. 1991)

## K(1)
- Leonardo Koutrīs, calciatore greco (Ribeirão Preto, n. 1995)

## L(4)
- Léo Lima, ex calciatore brasiliano (Rio de Janeiro, n. 1982)
- Leonardo Lukačević, calciatore austriaco (Salisburgo, n. 1999)
- Leonardo Lupi, ex calciatore venezuelano (Valera, n. 1972)
- Léo, ex calciatore brasiliano (Rio de Janeiro, n. 1975)

## M(13)
- Léo Mana, calciatore brasiliano (San Paolo, n. 2004)
- Leonardo Mancuso, calciatore italiano (Milano, n. 1992)
- Leonardo Medina, ex calciatore uruguaiano (Montevideo, n. 1977)
- Leonardo Melazzi, calciatore uruguaiano (Montevideo, n. 1991)
- Leonardo Menjívar, calciatore salvadoregno (Chalatenango, n. 2001)
- Leonardo Mifflin, calciatore peruviano (Lima, n. 2000)
- Leonardo Migliónico, ex calciatore uruguaiano (Montevideo, n. 1980)
- Leonardo Monje, ex calciatore cileno (Temuco, n. 1981)
- Leonardo Morales, calciatore honduregno (Santa Rosa de Aguán, n. 1975)
- Léo Morais, calciatore brasiliano (Salvador, n. 1991)
- Leonardo Moreno, ex calciatore colombiano (Cali, n. 1973)
- Leonardo Morosini, calciatore italiano (Ponte San Pietro, n. 1995)
- Leonardo Rocha, calciatore portoghese (Almada, n. 1997)

## N(4)
- Leonardo Nascimento Lopes de Souza, calciatore brasiliano (San Paolo, n. 1997)
- Léo Naldi, calciatore brasiliano (Pindamonhangaba, n. 2001)
- Léo Natel, calciatore brasiliano (Porto Alegre, n. 1997)
- Leonardo Navacchio, calciatore brasiliano (Piacatu, n. 1992)

## O(2)
- Leonardo Occhipinti, ex calciatore italiano (Milano, n. 1960)
- Alexis Ossa, calciatore colombiano (La Estrella, n. 1989)

## P(11)
- Leonardo Pais, calciatore uruguaiano (Minas, n. 1994)
- Leonardo Passos Alves, ex calciatore brasiliano (Jacobina, n. 1989)
- Leonardo Pavoletti, calciatore italiano (Livorno, n. 1988)
- Léo Príncipe, calciatore brasiliano (Rio de Janeiro, n. 1996)
- Léo Pereira, calciatore brasiliano (Curitiba, n. 1996)
- Léo Pelé, calciatore brasiliano (Rio de Janeiro, n. 1996)
- Leonardo Pisculichi, ex calciatore argentino (Rafael Castillo, n. 1984)
- Leonardo Ponzio, ex calciatore argentino (Las Rosas, n. 1982)
- Leonardo Povea, calciatore cileno (Los Ángeles, n. 1994)
- Gastón Puerari, ex calciatore uruguaiano (Paysandú, n. 1986)
- Leonardo Perez, calciatore italiano (Mesagne, n. 1989)

## R(11)
- Leonardo Rodrigues Pereira, ex calciatore brasiliano (Vila Velha, n. 1986)
- Léo Ortiz, calciatore brasiliano (Porto Alegre, n. 1996)
- Federico Ramos, calciatore uruguaiano (Piriápolis, n. 1991)
- Leonardo Ramos, calciatore argentino (Merlo, n. 1989)
- Leonardo Realpe, calciatore ecuadoriano (Quinindé, n. 2001)
- Leonardo Ricatti, ex calciatore argentino (Avellaneda, n. 1970)
- Daniel Rivas, calciatore paraguaiano (Paraguarí, n. 2001)
- Léo Jabá, calciatore brasiliano (San Paolo, n. 1998)
- Leonardo Rolón, calciatore argentino (Rosario, n. 1995)
- Leonardo Romay, ex calciatore uruguaiano (Montevideo, n. 1969)
- Leo Román, calciatore spagnolo (Ibiza, n. 2001)

## S(15)
- Léo Costa, calciatore brasiliano (São José dos Campos, n. 1986)
- Leonardo Saldaña, calciatore colombiano (Neiva, n. 1989)
- Leonardo Santiago, ex calciatore brasiliano (Rio de Janeiro, n. 1983)
- Léo Mineiro, ex calciatore brasiliano (Belo Horizonte, n. 1990)
- Léo Alaba, calciatore brasiliano (n. 1999)
- Léo Santos, calciatore brasiliano (San Paolo, n. 1998)
- Leonardo Sequeira, calciatore argentino (La Banda, n. 1995)
- Leonardo Sernicola, calciatore italiano (Civita Castellana, n. 1997)
- Leonardo Sigali, calciatore argentino (Campana, n. 1987)
- Léo, calciatore brasiliano (Belo Horizonte, n. 1988)
- Leonardo Soledispa, ex calciatore ecuadoriano (Guayaquil, n. 1983)
- Leonardo da Silva Souza, calciatore brasiliano (Andirá, n. 1992)
- Leonardo Spinazzola, calciatore italiano (Foligno, n. 1993)
- Leonardo Suárez, calciatore argentino (San Martín, n. 1996)
- Leonardo Sánchez, ex calciatore argentino (La Plata, n. 1986)

## T(1)
- Leonardo Talamonti, ex calciatore argentino (Álvarez, n. 1981)

## U(3)
- Leonardo Buta, calciatore portoghese (Anadia, n. 2002)
- Leonardo Uehara, ex calciatore peruviano (Lima, n. 1974)
- Leonardo Ulloa, ex calciatore argentino (General Roca, n. 1986)

## V(5)
- Leonardo Vaca, calciatore boliviano (Santa Cruz de la Sierra, n. 1995)
- Leonardo Valencia, calciatore cileno (Santiago del Cile, n. 1991)
- Léo Veloso, ex calciatore brasiliano (Pedro Leopoldo, n. 1987)
- Leonardo Raúl Villa, calciatore argentino (Santa Fe, n. 1985)
- Leonardo Villalba, calciatore argentino (El Colorado, n. 1994)

## W(1)
- Léo Scienza, calciatore brasiliano (Venâncio Aires, n. 1998)

## Z(1)
- Leonardo Zabala, calciatore boliviano (Santa Cruz de la Sierra, n. 2003)